# 三立製菓
三立製菓株式会社（さんりつせいか）は、静岡県浜松市中央区に本社を置く日本の菓子メーカー。カンパンや源氏パイで知られる。
また、前身企業は1883年（明治16年）に日本で最初に氷砂糖を製造した。

## 主な製品

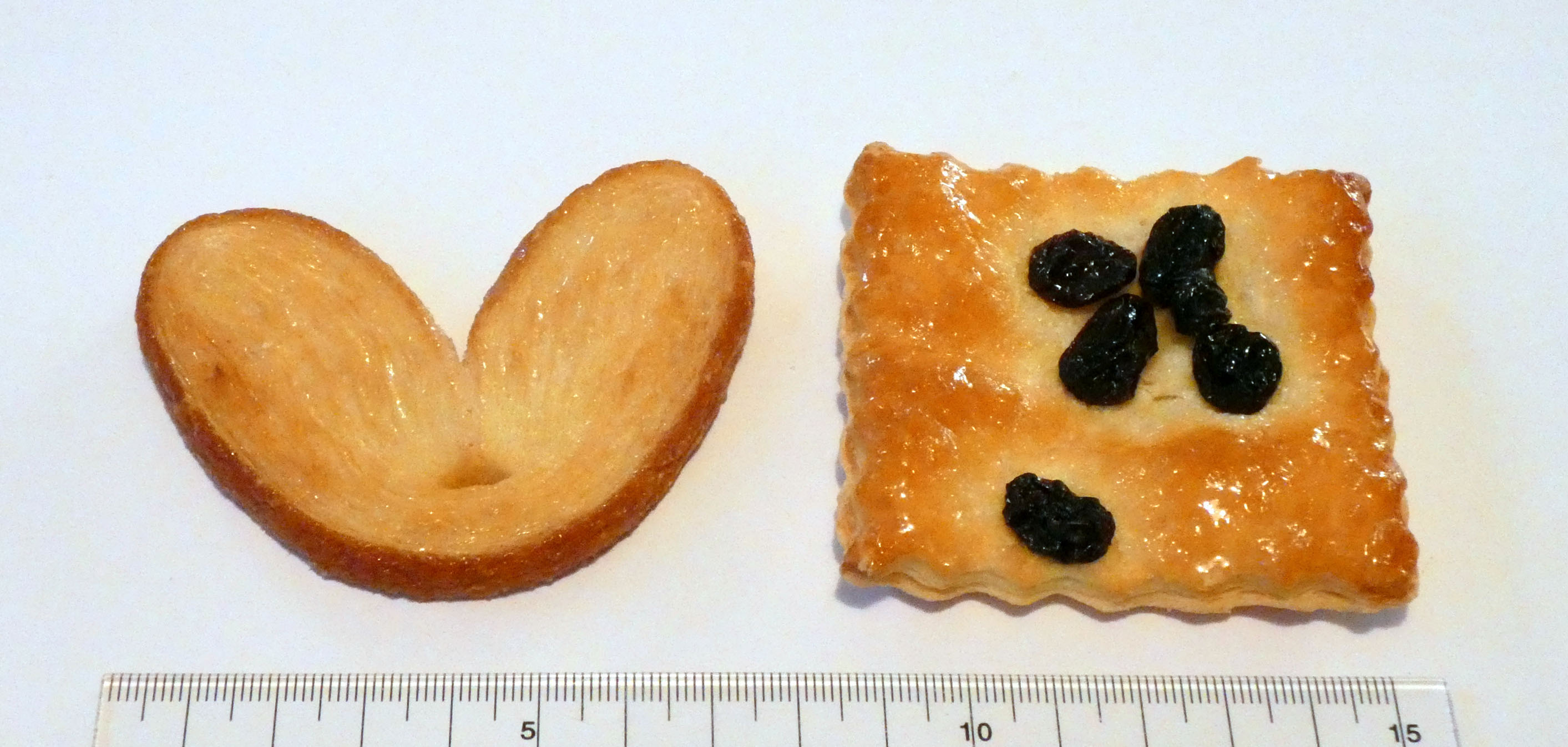
源氏パイと平家パイ

- カンパン - 自衛隊の戦闘糧食に制式採用されている[要出典]他、民間でも防災用非常食として広く用いられている（モンドセレクション 1985年 ゴールドメダル受賞）。
- 保存用ビスケット - 官公庁・自治体や一般企業・学校向けの緊急災害時の際の備蓄用食糧として受注生産。一般の販売は行っていない。
- 非常食セット - 大型カンパン9包、缶入りカンパン5缶、缶入りミネラルウォーター5缶、缶入り蜂蜜2缶がセットになった製品。通信販売向けに生産。
- 源氏パイ - 1965年発売のハート型のパイ菓子。ミニサイズもある（モンドセレクション　1969年、1982年〜1986年 金賞受賞）。
- 平家パイ - 洋酒漬けしたレーズンをトッピングした四角いパイ菓子。2012年にそれまでの「レーズンパイ」から商品名を変更した。
- かにぱん - 1974年発売のかにの形をしたカットパン。
- かにビス - かにの形をした発酵ビスケット。
- トランプ - 1953年発売のビスケット地で作ったスナック菓子。2024年3月生産終了[2]。
- チョコバット - 棒状のパン生地にチョコレートをコーティングした菓子。
- クックダッセ - 1979年発売のクリームをサンドしたクッキー。
- フィガロ - クッキーとパイの詰合せギフト商品。
- 源氏パイ ピアノブラック - チョコレートを練り込んだ源氏パイ。静岡限定。2012年発売。
- サクッテ - 2019年発売のほんのり塩が効いたパイ生地で焼チョコを包んだ菓子。
- 1本チョコレートパイ - 大人向け食べきり菓子で、ほんのりビターなチョコレートをさっくりパイで包んだ、焼きチョコ風のチョコレートパイ。

## 歴史
- 1921年（大正10年）- 創業
- 1924年（大正13年）- 浜松に完成した工場でビスケットの生産を開始
- 1937年（昭和12年）- 乾パンの生産を開始
- 1953年（昭和28年）- 製品「ギンナン」・製品「トランプ」を発売
- 1954年（昭和29年）- 乾パンが「食糧庁長官賞」を受賞
- 1959年（昭和34年）- 製品「カンパン」・製品「サンリツパン」を発売
- 1963年（昭和38年）- 製品「サロンパイ」を発売 ※日本の業界で初めてパイ量産化に成功
- 1964年（昭和39年）- 製品「チョコバット」を発売
- 1965年（昭和40年）- 製品「源氏パイ」を発売
- 1969年（昭和44年）- 製品「源氏パイ」が第8回モンドセレクションで金賞を受賞
- 1971年（昭和46年）- 創業50周年、関連会社「リンドマン株式会社」設立
- 1972年（昭和47年）- 製品「缶入カンパン」を発売

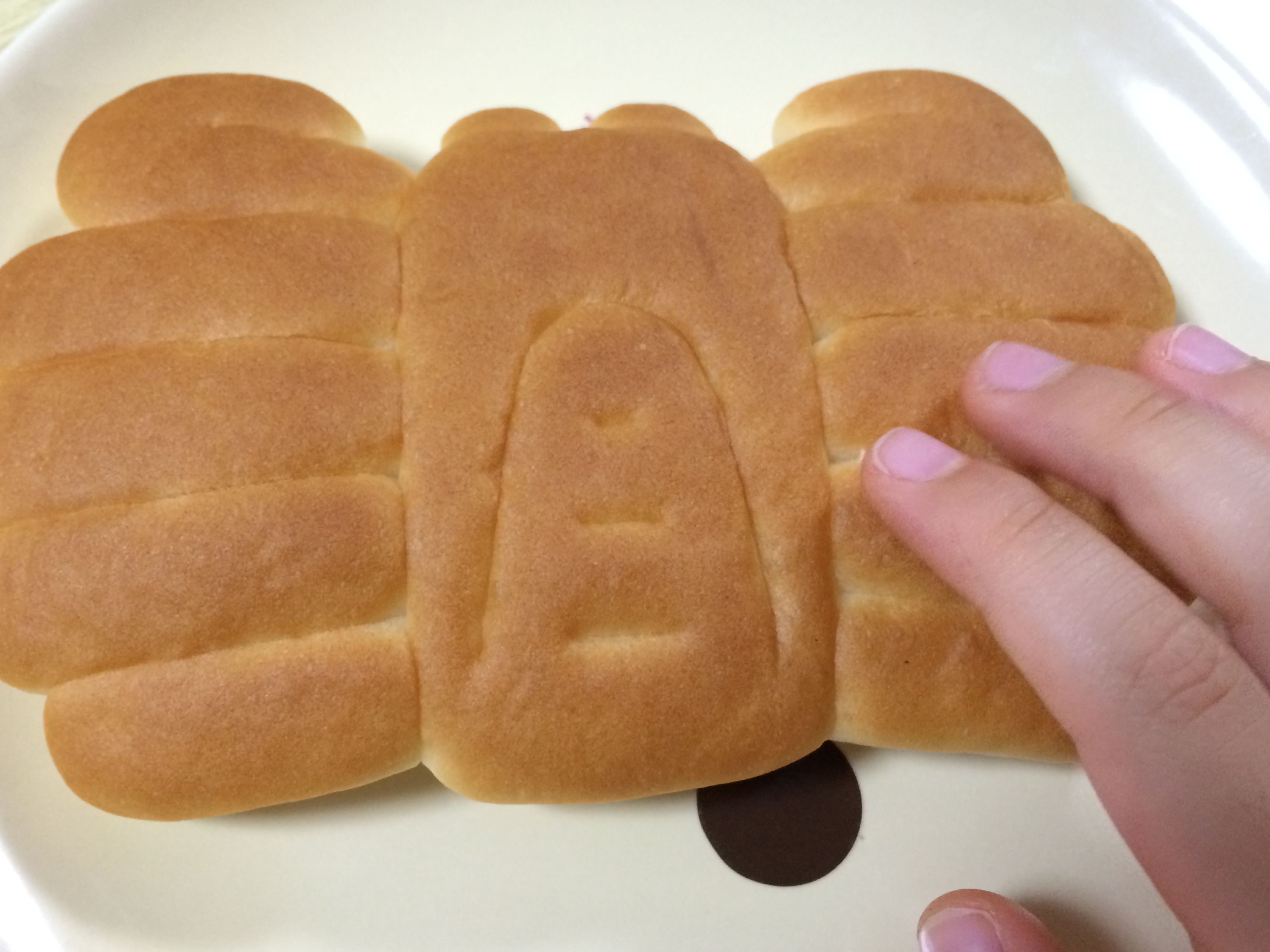
かにぱん

- 1974年（昭和49年）- 製品「かにぱん」を発売
- 1984年（昭和59年）- 白鳥工場を新設（静岡県浜松市白鳥町）、兵庫工場を新設（兵庫県氷上郡柏原町）
- 1986年（昭和61年）- 製品「源氏パイ」が第25回モンドセレクションで5回連続の金賞受賞 ※日本の業界で初めてトロフィーを受賞
- 1989年（平成元年）- 防衛庁調達本部表彰受賞
- 2001年（平成13年）- 白鳥工場を増設・白鳥物流センターを新設
  - 本社を浜松市常盤町から同市東田町へ移転（なお旧本社跡地は、仮設のマンションの展示場として利用された後に遠州病院が移転）
- 2006年（平成18年）- 浜松市東地区（一部）における住居表示の実施に伴い、本社住所を浜松市中央一丁目へ変更
- 2007年（平成19年）- 浜松市の政令指定都市移行に伴い、本社住所を浜松市中区中央一丁目へ変更
- 2024年（令和6年）- 浜松市の行政区再編に伴い、本社住所を浜松市中央区中央一丁目へ変更

## 事業所
- 本社： 静岡県浜松市中央区中央一丁目16番11号
- 東京営業所：東京都足立区足立1-19-5
- 大阪営業所：大阪府大阪市城東区鴫野西4-4-6
- 札幌営業所：北海道札幌市北区新琴似9条5-2-40
- 仙台営業所：宮城県仙台市太白区中田6-27-13
- 名古屋営業所：愛知県名古屋市西区則武新町2-25-9
- 広島営業所：広島県広島市西区中広町1-4-5
- 福岡営業所：福岡県福岡市城南区樋井川2-1-38
- 白鳥工場：静岡県浜松市中央区白鳥町1233
- 兵庫工場：兵庫県丹波市柏原町大新屋字下野中75